# Білошицівська сільська рада
Білошицівська сільська рада (до 1935 року — Білошицька сільська рада, у 1935—2016 роках — Щорсівська сільська рада) — колишня адміністративно-територіальна одиниця та орган місцевого самоврядування у Коростенському районі і Коростенській міській раді Коростенської і Волинської округ, Київської й Житомирської областей Української РСР та України з адміністративним центром у с. Білошиці.

## Населені пункти
Сільській раді підпорядковувались населені пункти:
- с. Білошиці
- с. Ходачки

## Населення
Кількість населення ради станом на 1923 рік становила 2 106 осіб, кількість дворів — 430.
Відповідно до результатів перепису населення СРСР, кількість населення ради станом на 12 січня 1989 року становила 980 осіб.
Станом на 5 грудня 2001 року, відповідно до перепису населення України, кількість мешканців сільської ради становила 803 особи.

## Склад ради
Рада складалася з 12 депутатів та голови.

### Керівний склад сільської ради
| ПІБ                           | Основні відомості                                                                       | Дата обрання | Дата звільнення |
| ----------------------------- | --------------------------------------------------------------------------------------- | ------------ | --------------- |
| Ходаківський Петро Максимович | Сільський голова, 1947 року народження, освіта, безпартійний                            | 26.03.2006   | 01.02.2008      |
| Білошицька Лариса Іванівна    | Сільський голова, 1964 року народження, освіта середня спеціальна, член Партії регіонів | 31.10.2010   | 2015            |

Примітка: таблиця складена за даними джерела

## Історія
Створена 1923 року як Білошицька сільська рада, в складі сіл Білошиця та Домолоч Коростенської волості Овруцького повіту Волинської губернії. 11 серпня 1935 року, відповідно до постанови ЦВК УСРР «Про привласнення селу Білошиці приміської смуги Коростенської міськради Київської області імені М. О. Щорса», сільську раду перейменовано на Щорсівську через перейменування її центру на с. Щорсівка.
Станом на 1 вересня 1946 року сільська рада входила до складу Коростенського району Житомирської області, на обліку в раді перебували села Домолоч та Щорсівка.
30 вересня 1958 року, відповідно до рішення Житомирського облвиконкому № 956 «Про передачу села Іскорость Коростенської міської ради до складу Коростенського району та утворення Іскоростенської сільської ради», с. Домолоч передане до складу новоутвореної Іскоростенської сільської ради Коростенського району. 16 вересня 1960 року, відповідно до рішення Житомирського облвиконкому № 960 «Про уточнення обліку населених пунктів області», взято на облік с. Ходачки.
На 1 січня 1972 року сільська рада входила до складу Коростенського району Житомирської області, на обліку в раді перебували села Ходачки та Щорсівка.
21 липня 2016 року, відповідно до рішення Житомирської обласної ради, сільську раду перейменовано на Білошицівську через перейменування адміністративного центру на с. Білошиці.
Ліквідована 4 грудня 2018 року внаслідок приєднання до складу Ушомирської сільської територіальної громади Коростенського району Житомирської області.
Входила до складу Коростенського (Ушомирського, 7.03.1923 р., 28.02.1940 р.) району та Коростенської міської ради (1.06.1935 р.).